# ルイジ・ヴィターレ
ルイジ・ヴィターレ（Luigi Vitale,1987年10月5日- ）は、イタリア・ナポリ県、カステッランマーレ・ディ・スタービア出身の元サッカー選手。現役時代のポジションはMFでサイドアタックを支えた。

## 経歴
SSCナポリの下部組織で育ち、2007年夏にセリエC1のSSヴィルトゥス・ランチャーノ1924にレンタル移籍。2008-2009シーズンにナポリに復帰するも、2009年夏にはASリヴォルノ・カルチョへのレンタル移籍が決定した。オプションでリヴォルノが保有権の半分を買い取ることができる。しかし、リヴォルノはこれを行使せず、ナポリへ復帰することとなった。
2011-2012シーズンよりボローニャFCへレンタル移籍。2012-2013シーズンはセリエBのテルナーナ・カルチョへレンタル移籍。テルナーナでは10ゴールを記録した。翌シーズンはSSユーヴェ・スタビアにレンタルされた。
2014年8月14日、かつてレンタルで所属したテルナーナ・カルチョに完全移籍することが発表された。
2016年7月、USサレルニターナ1919に移籍した。
2019年1月31日、エラス・ヴェローナFCに2年半契約で移籍した。
2021年2月1日、フロジノーネ・カルチョに移籍した。